# Nadiške doline
Nadiške doline (netočno, a pogosto tudi Benečija, italijansko Valli del Natisone, furlansko Vals dal Nadison ali Valadis dal Nadison) so štiri doline ob rečicah Nadiži, Aborni (Alberone/Albaron), Kozici (Cosizza/Cosize) in Arbeči (Erbezzo/Arbeç) ter predstavljajo naravno povezavo med Čedadom in Posočjem, ki sestavljajo zemljepisno enotno ozemlje. Te štiri doline sestavljajo južni greben Julijskih Predalp in se večinoma raztezajo med skrajnim vzhodnim robom Furlanije in zgornjim tokom Soče, ter Gorico. Simbol tega območja je gora Matajur (1.641 mnm), katerega podoba dominira nad ravnino.

## Občine
Italijanske občine na območju Nadiških dolin so naslednje:
| Občina                  | Število preb. 2015 | Število preb. 1951 | Površina (km²) |
| Dreka                   | 118                | 1.392              | 13,28          |
| Garmak                  | 350                | 1.737              | 14,50          |
| Podbonesec              | 1.041              | 3.735              | 48,03          |
| Podutana / Svet Lienart | 1.121              | 2.283              | 27,00          |
| Špeter Slovenov         | 2.199              | 3.088              | 23,98          |
| Sovodnje                | 414                | 2.077              | 22,11          |
| Srednje                 | 364                | 1.883              | 19,70          |
| Prapotno                | 771                | 2036               | 33,2           |
| Skupaj                  | 6.309              | 18.231             | 200,80         |

K Nadiškemu sodijo še zaselki Brezje (Montemaggiore/Montmaiôr) (29 prebivalcev), Plestišča (Platischis/Platiscjis) (58 prebivalcev) in Prosnid (Prossenicco/Prossenic) (62 prebivalcev) v Občini Tipana (Taipana/Taipane).
Nadiške doline so del območja, ki se imenuje tudi Beneška Slovenija, k Nadiškim dolinam štejemo tudi nekaj zaselkov, ki spadajo v slovensko občino Kobarid.